# ذو الإصبع العدواني
ذُو الِإصبَعِ العَدْوَانِيُّ  أحد الشعراء والحكماء في العصر الجاهلي وسمي ذا الإصبع لأن كان له أصبع زائد في رجله، وقيل أن الحية نهشت أصبعه وقطعته، وأيضًا هو من المعمرين إذ تجاوز عمره المئة عام بكثير.
كان لذي الإصبع أربع بنات وكانت إحدى بناته (أُميمة) شاعرة أيضاً.

## نسبه
هو حرثان بن محرث بن الحارث بن ربيعة بن ثعلبة بن سيار بن هبيرة بن ثعلبة بن ظرب بن عمرو بن عباد بن يشكر بن عدوان، ينتمي  إلى قبيلة عدوان وهي من القبائل العدنانية، يقول ذو الإصبع يفخر بقبيلته:

## حكمه وأشعاره
كان ذا الإصبع العدواني من حكماء العرب، ومن اقواله الخالدة وصيته لإبنه أُسيد قبل موته:
ثم أنشأ يقول:

## وصلات خارجية
- بوابة الشعراء: ديوان ذو الإصبع العدواني